# Machine Sales Company
Machine Sales Company war ein US-amerikanischer Hersteller von Kraftfahrzeugen.

## Unternehmensgeschichte
Das Unternehmen übernahm oder mietete ab 1907 das Werk der Corwin Manufacturing Company in Peabody in Massachusetts. Es stellte bis 1909 Nutzfahrzeuge her. Außerdem entstanden mindestens ein Motor und 1907 ein Personenkraftwagen. Der Markenname lautete Strout. 1909 wurde das Unternehmen aufgelöst.

## Fahrzeuge
Robert Strout war der Designer des Pkw. Der Wagen hatte einen Zweizylindermotor mit Luftkühlung.
Die Lastkraftwagen entstanden für die Hewitt Motor Company. Sie waren mit zehn Tonnen angegeben und damit die schwersten Lkw des Landes jener Zeit. Hiervon wurden zehn Fahrzeuge gefertigt.